# Liste von Persönlichkeiten der Stadt Offenburg
Diese Liste von Persönlichkeiten der Stadt Offenburg versammelt die Ehrenbürger, Söhne und Töchter der Stadt sowie weitere Persönlichkeiten, die in der badischen Stadt Offenburg gelebt und gewirkt haben. Sie erhebt keinen Anspruch auf Vollständigkeit.

## Ehrenbürger
Die Stadt Offenburg hat folgenden Personen das Ehrenbürgerrecht verliehen (Jahr der Verleihung):
- 1836: Franz Kern, Oberamtmann
- 1836: Franz Anton Freiherr von Neveu, Oberforstmeister
- 1847: Franz Brückner, Finanzrat und Domänenverwalter
- 1853: Karl Ruppert, Postrat und Oberingenieur
- 1953: André Friedrich, Bildhauer
- 1862: Franz Freiherr von Roggenbach, Ministerpräsident
- 1928: Fritz Hermann, Bürgermeister von 1893 bis 1903, Oberbürgermeister von 1903 bis 1921
- 1928: Georg Monsch, Stadtrat
- 1951: Josef Holler, Oberbürgermeister von 1921 bis 1934
- 1963: Franz Burda, Verleger
- 1969: Aimé Welter, Bürgermeister von Lons-le-Saunier
- 1969: René Feit, gym. Professor in Lons-le-Saunier
- 1976: Karl Heitz (1900–1977), Oberbürgermeister von 1948 bis 1975
- 1977: Eugen End, Bürgermeister
- 1979: Henri Auger, Bürgermeister von Lons-le-Saunier
- 1989: Aenne Burda, Verlegerin
- 2000: Hubert Burda, Verleger
- 2009: Jacques Pélisard, Bürgermeister von Lons-le-Saunier
- 2022: Wolfgang Schäuble, Politiker
- 2025: Hans Robert Schmid, Unternehmer

Ehrenbürgerschaften, die während der NS-Zeit verliehen wurden, wurden in der offiziellen Ehrenbürgerliste der Stadt nicht aufgeführt. Es handelt sich um folgende Personen: Reichspräsident Paul von Hindenburg, Reichskanzler und NSDAP-Chef Adolf Hitler, den badischen Gauleiter Robert Wagner, den Offenburger NSDAP-Gründer und badischen Kultus- und Justizminister Otto Wacker, den badischen Innenminister und SS-Brigadeführer Karl Pflaumer sowie den badischen Ministerpräsidenten, Finanz- und Wirtschaftsminister Walter Köhler. Die gelebte Praxis, die genannten Personen nicht als Ehrenbürger zu betrachten, wurde am 21. Juli 2025 vom Gemeinderat bestätigt. In dem Beschluss heißt es, dass die Stadtratsbeschlüsse von 1933 keine Ehrenbürgerschaften begründet haben, die in Rede stehenden Personen mithin nicht als Ehrenbürger oder gewesene Ehrenbürger zu betrachten sind.

## Söhne und Töchter der Stadt

### Bis 1850
- 1480, Paul Volz, † 1544 in Straßburg, Chronist des Klosters Schuttern, Abt des Klosters Hugshofen bis 1526, Humanist
- um 1487, Wolfgang Dachstein, † 7. März 1553 in Straßburg, Organist, Komponist und Textdichter
- 1573, Agnes Gotter (Gotter Neß/Nes), † 1654/55, die in einem Hexenprozess 1629 trotz Folter nicht gestand. 1951 wurde der Gotter-Nes-Weg in Offenburg nach ihr benannt.
- 1723, 11. März, Franz Gabriel Fiessinger, † 2. Februar 1807 in London, Kupferstecher
- 1735, 23. April, Ildefons Haas, † 30. Mai 1791 in Ettenheimmünster, Benediktinermönch, Kirchenmusiker und Komponist
- 1768, 27. August, Joseph Vitus Burg, † 22. Mai 1833, Bischof von Mainz
- 1779, 1. August im Stadtteil Bohlsbach, Lorenz Oken; † 11. August 1851 in Zürich, bedeutender Naturforscher und Gründungsrektor der Universität Zürich
- 1784, 20. März, Alexander von Wulffen; † 21. Februar 1861 in Potsdam, preußischer Generalleutnant und Mitglied des Herrenhauses
- 1790, 19. Dezember, Joseph Anton Billet, † 22. Januar 1862, Salz-Kaufmann, Bürgermeister, Bauherr der Villa Billet
- 1810, 16. November, Gustav Rée, † 7. August 1869 in Freiburg im Breisgau, badischer Politiker; in Offenburg ist die Gustav-Rée-Anlage nach ihm benannt
- 1816, 1. April, Albert Bürklin, † 8. Juli 1890 in Karlsruhe, Baumeister, Ingenieur und Schriftsteller sowie Landtagsabgeordneter
- 1823, 18. April, Franz Volk, † 1. Juni 1890 in Offenburg, Revolutionär, Arzt, Historiker, Bürgermeister; die Franz-Volk-Straße in Offenburg wurde nach ihm benannt
- 1824, 7. April, Karl Schaible, † 21. November 1899 in Heidelberg, Arzt, Revolutionär, Sprachwissenschaftler und Schriftsteller
- 1838, 22. September in Windschläg, Carl Jutz, † 7. August 1869 in Koblenz-Pfaffendorf,  Tiermaler
- 1845, 5. November in Bohlsbach, Theodor Wacker, † 9. November 1921 in Freiburg, Geistlicher und Politiker
- 1847, 26. August, Georg Monsch, † 23. Februar 1934 in Offenburg, Politiker (SPD), Ehrenbürger; Offenburgs größte Grundschule ist nach ihm benannt
- 1849, 7. Februar, Joseph Belli, † 19. August 1927 in Gengenbach, Schriftsteller
- 1849, 9. März, Josef Kohler, † 3. August 1919 in Charlottenburg, Universaljurist und Schriftsteller

### 1851 bis 1900
- 1854, 9. Februar, Adolf Geck, † 13. April 1942, erster Sozialdemokrat im Präsidium der Zweiten Badischen Kammer und Mitglied des Reichstages; nach ihm wurde die Adolf-Geck-Straße in Offenburg benannt
- 1855, 29. Juni, Emil Nußbaum, † 20. August 1936 in Freiburg im Breisgau, badischer Oberamtmann und Geheimer Regierungsrat
- 1859, 18. Oktober, Friedrich August Haselwander, † 14. März 1932 in Offenburg, Ingenieur
- 1864, 28. August, Franz Karl Bühler, † 1940 in Grafeneck, Kunstschmied und Maler
- 1866, 6. Oktober, Karl Baur, † 15. November 1937 in Freiburg, badischer Oberamtmann
- 1867, 8. August, Oskar Geck, † 28. Mai 1928 in Mannheim, Journalist und Politiker (SPD)
- 1868, 8. April, Anton Fendrich, † 6. Januar 1949 in Freiburg im Breisgau, Schriftsteller und Politiker (SPD)
- 1871, 2. März, Fritz Mangold, † 25. März 1944 in Basel, Schweizer Wirtschaftshistoriker und Politiker
- 1872, 11. August, Otto Vittali, † 25. März 1959, Maler und Glasmaler
- 1874, 26. Februar, Oskar Kiefer, † 9. September 1938 in Boulogne-sur-Mer, Bildhauer
- 1878, 13. Mai, Adolf Basler, † 21. Januar 1945 in Görlitz, Mediziner und Hochschullehrer
- 1880, 21. Februar, Franz Knapp, † 28. Juni 1973 in Konstanz, Verwaltungsjurist, Politiker und Oberbürgermeister von Konstanz
- 1881, 4. November, Julius Zinser, † 14. Mai 1929 in Karlsruhe, Fußballspieler, Mannschafts-Mitglied der Ur-Länderspiele
- 1882, 2. Januar, Eduard Bührer, † 14. Februar 1965 in Offenburg, Jurist
- 1883, 18. Februar Bernhard Borst, † 23. Januar 1963 in München, Architekt, Bauunternehmer und Senator ehrenhalber
- 1883, 16. Mai, Otto Gruber, † 24. Januar 1957 in Aachen, Architekt und Rektor der RWTH Aachen
- 1888, 19. Juni, Emil Sutor, † 13. August 1974 in Karlsruhe, Bildhauer und Skulpteur
- 1892, 8. Februar, Ludwig Ferdinand Clauß, † 13. Januar 1974 in Huppert, Psychologe und Rassentheoretiker, als Gerechter unter den Völkern geehrt; nachdem seine Verstrickungen in den Nationalsozialismus bekannt geworden waren, nahm man 1996 die Ehrung zurück.
- 1892, 1. November, Heinrich Reinle, † 9. April 1945 in Sinsheim, Präsident des Oberlandesgerichts Karlsruhe in der Zeit des Nationalsozialismus
- 1894, 10. März, Kurt-Peter Müller, † 11. Februar 1993 in Pfullingen, Generalarzt und Generalmajor der Waffen-SS
- 1895, 6. September, Tell Geck, † 3. Oktober 1986 in Stuttgart, Maler und Musiker
- 1896, 1. Januar, Hermann Schilli, † 28. August 1981 in Freiburg im Breisgau, Gründer und Museumsleiter des Schwarzwälder Freilichtmuseums Vogtsbauernhof
- 1896, 24. Januar, Theodor von Sponeck, † 13. Juni 1982 in Heidenheim an der Brenz, Offizier und Generalleutnant im Zweiten Weltkrieg
- 1896, 14. Februar, Richard-Eugen Dörr, † 11. August 1975 in Mölln, Ingenieur, Chemiker und Industrieller
- 1897, 25. November, Karl Seckinger, † 23. Dezember 1978 in Karlsruhe, Bildhauer
- 1899, 26. Februar, Josef Seiler, * im Ortsteil Elgersweier; † 13. Februar 1978 in Offenburg, Politiker
- 1899, 6. August, Otto Wacker, † 14. Februar 1940 in Karlsruhe, Erziehungsminister in Baden, Mitglied des Reichstags und SS-Oberführer
- 1900, 17. Januar, Karl Heitz, † 8. Juli 1977 in Offenburg, Oberbürgermeister der Stadt Offenburg

### 1901 bis 1950
- 1901, 5. November, Fritz Stather, † 30. März 1974 in Freiberg, Chemiker
- 1903, 2. August, Gretel Haas-Gerber, † 20. Januar 1998 in Offenburg, Malerin
- 1904, 2. September, Peter Valentin, † 1. Januar 1995 in Offenburg, Maler und Bildhauer
- 1905, 12. Juni, Alfred Tritschler † 31. Dezember 1970 in Offenberg, Fotograf
- 1905, 26. September, Camill Wurz, † 9. Februar 1986 in Ottersweier, Politiker der CDU (unter anderem Landtagspräsident Baden-Württembergs)
- 1906, 24. Februar, Lorenz Huber, † 6. Oktober 1989 in Karlsruhe, Fußballspieler
- 1906, 29. August, Hans Meier-Welcker, † 1. Januar 1983 in Freiburg im Breisgau, Militärhistoriker
- 1906, 6. September, Max Müller, † 18. Oktober 1994 in Freiburg im Breisgau, Philosoph und Hochschullehrer
- 1907, 13. Februar, Ludwig Zind, † 13. April 1973 in Offenburg, Studienrat und Antisemit („Fall Zind“)
- 1909, 28. Juli, Aenne Burda, † 3. November 2005 in Offenburg, Verlegerin von Zeitschriften
- 1911, 18. August, Hugo Hauser, † 9. Juni 1980 in Sasbach, badischer Richter und Politiker (CDU)
- 1913, Arthur Klemt, † 1985 in Olching, Erfinder und Tonbandgeräte-Hersteller
- 1913, 12. August, Waldemar Zipperer, † Juli 2011, Unternehmer
- 1915, 1. Mai, Hanns Martin Schleyer, † 18. Oktober 1977 bei Mülhausen (Frankreich), Manager und Wirtschaftsfunktionär
- 1919, 8. Oktober, Hans Frank, † 7. August 2001,  Bürgermeister in Furtwangen, Landtagsabgeordneter
- 1919, 16. Dezember, Hans Batzer, † 17. Dezember 1990, Chemiker (Makromolekulare Chemie)
- 1921, 17. März, Herbert Kirn, † 26. Juli 2012, Ingenieur, Lehrbeauftragter, Honorarprofessor und Fachautor
- 1921, 2. Mai, Gerold Benz, † 23. Juli 1987 in Karlsruhe, Journalist und Politiker (CDU)
- 1922, 28. März, Alfons von Deschwanden, † 30. August 2015 in Offenburg, Unternehmer
- 1923, 25. Januar, Francesco Stefani, auch Franz Stefani, † 11. November 1989 in München, Filmregisseur
- 1923, 21. September, Hans Roth, † Anfang August 2009, Politiker (CDU)
- 1926, 18. September, Esther Cohn, ✡ 18. Oktober 1944 in Auschwitz ermordet, Opfer der Judenvernichtung im Nationalsozialismus
- 1927, 16. Oktober, Max Bollwage, Grafikdesigner, Schriftsetzer, Kalligraf, Briefmarkenkünstler, Lehrer und Autor
- 1929, 11. März, Bernhard Gajek, Literaturwissenschaftler
- 1932, 24. Mai, Franz Burda junior, † 17. Januar 2017 in Offenburg, Unternehmer
- 1933, 31. Oktober, Dieter Pröttel, † 26. Dezember 2022 bei Starnberg, Fernsehshow- und Filmregisseur
- 1935, 10. November, Peter Heisch, † 26. Januar 2019, Schweizer Schriftsteller, Satiriker und Korrektor
- 1935, 30. Dezember, Walter Fuchs, Hörfunkmoderator und Buchautor auf dem Gebiete der Country-Musik
- 1936, 10. Februar, Eugen Hillenbrand, Historiker
- 1937, Heidrun Kaupen-Haas, Medizinsoziologin, Hochschullehrerin
- 1937, 28. Januar, Helmut F. Spinner, Philosoph, Wissenschaftstheoretiker und Soziologe
- 1938, Peter Kammerer, Soziologe und Übersetzer
- 1940, 12. November, Jürgen Todenhöfer, Politiker (bis 2020 CDU, seither: „Team Todenhöfer“), Autor und Manager
- 1940, 30. November, Peter Gummer, † 10. Mai 2019, Richter und Präsident des Bayerischen Obersten Landgerichts
- 1941, 21. Juni, Volker Löw, Generalmajor der Bundeswehr
- 1943, Holger Wallat, Architekt
- 1943, 29. Oktober, Michael Bouteiller, ehemaliger Bürgermeister der Hansestadt Lübeck
- 1944, 7. Juni, Gangolf Stocker, † 26. März 2021 in Stuttgart, Kunstmaler
- 1946, 6. Juli, Jürgen Stemmler, † 5. Januar 1998 in Chur/CH, Hockeynationalspieler
- 1948, 16. Januar, Karin Rutz-Gießelmann, Fechterin
- 1948, 16. Juli, Angelica Schwall-Düren, Politikerin (SPD)
- 1949, Richard Schindler, Bildender Künstler und Autor von Texten zur Kunst
- 1949, 8. Oktober, Bernd Konprecht sen., mehrmaliger Faustball-Weltmeister, Träger des Silbernen Lorbeerblattes
- 1950, 20. Mai, Renatus Schenkel, Professor und Kommunikationswissenschaftler
- 1950, 12. November, Christine Hügel, Juristin

### 1951 bis 1975
- 1951, 2. November, Karlheinz Kluge, Schriftsteller und Buchhändler
- 1952, 25. April, Marianne Erdrich-Sommer, Politikerin, Landtagsabgeordnete (Bündnis 90/Die Grünen)
- 1953, 3. November, Wilfried Trenkel, Fußballspieler und -trainer
- 1953, 9. November, Bernd Junker, Kommunalpolitiker
- 1954, 15. Mai, Reinhard Löffler, Politiker (CDU), Mitglied des Landtags von Baden-Württemberg
- 1954, 12. Dezember, Sibylle Laurischk, † 22. Mai 2020 in Offenburg, Politikerin (FDP), Mitglied des Deutschen Bundestages
- 1955, Markus Benz, Politiker der Partei Die Violetten – für spirituelle Politik
- 1955, Wolfgang Heim, Journalist und Radiomoderator
- 1955, 22. Februar, Bernd Schmid, Fußballspieler, Amateur-Nationalspieler
- 1955, 18. März, Brigitte Glaser, Schriftstellerin
- 1956, 11. Januar, Dona Kujacinski, Journalistin und Bestsellerautorin
- 1956, 9. Oktober, Harald Kimmig, Violinist der freien Improvisationsmusik und Komponist
- 1957, 14. Juli, Klaus Munzert, Musiker, Sänger, Komponist und Multiinstrumentalist
- 1958, Thomas Lampert, Klarinettist
- 1958, 3. November, Wolfgang M. Gall, Historiker
- 1959, 4. Januar, Ulrich Herrmann, Drehbuchautor, Publizist, Fernsehfilmredakteur und -produzent
- 1960, Klaus Hemmerle, Theaterschauspieler und -regisseur
- 1961, 9. Juli, Gregor Weber, Althistoriker, Professor an der Universität Augsburg
- 1961, 18. September, Bernhard J. Steinhoff, Neurologe und Epileptologe
- 1961, 30. September, Dieter Ilg, Jazzmusiker (Kontrabass)
- 1961, 12. Dezember, Rainer Rottenecker, Faustballer und mehrfacher deutscher Meister
- 1962, 10. August, Rainer Bauert, Handballspieler
- 1963, Stephan Zimmermann, Jazztrompeter und Hochschullehrer
- 1963, 4. Februar, Willy Schneider, Wirtschaftswissenschaftler und Autor
- 1963, 25. Mai, Peter Stephan, Kunsthistoriker
- 1964, 30. Juni, Hans-Peter Junker, Journalist
- 1964, 24. August, Beatrice Gründler, Arabistin und Professorin für Arabistik an der Freien Universität Berlin
- 1964, 9. September, Guido Hoffmann, Schlagersänger
- 1964, 27. September, Bernd Ruf, Dirigent und Klarinettist
- 1964, 26. Oktober, Christine Gossé, französische Ruderin; gewann 1996 eine olympische Bronzemedaille
- 1965, Arno Kempf, Schauspieler
- 1965, 16. Mai, Markus Weisbeck, Grafikdesigner und Professor an der Bauhaus-Universität Weimar
- 1965, 29. Dezember, Olaf Göttgens, † 10. Juni 2011 in Bonn, Manager
- 1966, 15. November, Dirk Höller, Kunstschmiedemeister
- 1967, Christian Lampert, Hornist
- 1967, Ralf Müller, Tänzer, Tanzlehrer, Wertungsrichter, Tanz-Weltmeister in den lateinamerikanischen Tänzen
- 1968, Wolfram Britz, Oberbürgermeister von Kehl
- 1968, 24. Februar, Martin Wagner, ehemaliger Fußballprofi und Nationalspieler
- 1968, 16. November, Martin Bertau, Chemieingenieur, Chemiker und Hochschullehrer
- 1969, 4. Januar, Jutta Siefert, Juristin
- 1969, 11. März, Jonas Alber, Dirigent
- 1969, 21. Mai, Florian Waldvogel, Ausstellungskurator
- 1970, Stefan Schilli, Oboist und Hochschullehrer
- 1971, Traugott Fünfgeld, Komponist für Kirchenmusik
- 1971, 14. Januar, Christian Bau, Meisterkoch; einer von nur 142 Köchen weltweit, die drei Sterne im Guide Michelin haben
- 1971, 4. Februar, Katja Mast, Politikerin (SPD)
- 1971, 20. März, Mark Joggerst, Filmkomponist, Arrangeur und Pianist
- 1971, 21. März, Dirk von Lowtzow, Sänger der Band Tocotronic
- 1971, 2. April, Simone Altenried, Textdichterin
- 1974, Luka Fineisen, Bildende Künstlerin
- 1974, 18. August, Marcus Niehaves, Fernsehmoderator und Reporter im ZDF
- 1974, 13. Dezember, Gerit Winnen, Handballspieler
- 1975, 10. November, Susanne Herold, Medizinerin und Infektiologin

### 1976 bis 2000
- 1976, Angela Köninger, Frauenärztin und Hochschullehrerin
- 1976, Martin Richter, Filmproduzent
- 1976, Juliane Schäuble, Journalistin
- 1977, Arne Huber, Jazzmusiker (Kontrabass)
- 1977, Johannes Suhm, Schauspieler
- 1977, 7. Januar, Michael Kaeshammer, deutsch-kanadischer Jazzmusiker (Pianist, Sänger und Arrangeur)
- 1977, 8. Januar, Jörg Scheiderbauer, deutsch-österreichischer Mountainbike-Radrennfahrer, Triathlet und Ultraläufer
- 1977, 29. April, Patrick Adrian Stamme, Schauspieler, Sprecher und Sänger
- 1978, 13. Juli, Markus Uhl, Kirchenmusiker, Musikwissenschaftler und Hochschullehrer
- 1978, 28. September, Elena Bruhn, Journalistin und Fernsehmoderatorin
- 1978, 12. Oktober, Jens Scheuer, Fußballspieler und -trainer
- 1979, 17. Mai, Stefan Strumbel, Künstler; lebt und arbeitet in Offenburg
- 1982, Johannes Mundinger, Künstler
- 1982, 8. Januar, Pietro Vecchio, Kickbox-Weltmeister
- 1982, 13. Mai, Kathrin Castiglione, Professorin für Bioverfahrenstechnik
- 1982, 22. Mai, Atika Bouagaa, Volleyball-Nationalspielerin
- 1982, 6. Dezember, Andreas Fix, Ringer
- 1984, April, Christoph Spinner, Mediziner
- 1984, 30. Oktober, Ornella De Santis, italienisch-serbisch-deutsche Popsängerin
- 1986, 20. Mai, Stefan Konprecht, Faustballer und Kommunalpolitiker
- 1986, 5. November, Makram Ben Salah, Karateka
- 1987, 13. November, Felix Roth, Fußballspieler
- 1988, 3. Februar, Maurice Clavel, Duathlet und Triathlet
- 1988, 12. November, Marvin Klass, Volleyball- und Beachvolleyballspieler
- 1990, 11. Oktober, Oliver Späth, Faustballspieler
- 1991, 24. Juni, Rico Schmider, Fußballspieler
- 1994, 19. Juli, Anthony Greminger, Jazzmusiker
- 1995, 11. August, Madeline Juno, Singer-Songwriterin
- 1996, 10. Januar, Moritz Schade, Handballspieler
- 1996, 4. Juli, Manolo Rodas, Fußballspieler
- 1997, 20. Oktober, Jan Rendels, Schlagersänger
- 1998, 2. März, Harry Föll, Fußballspieler
- 1998, 18. Dezember, Sabrina Krause, Volleyballspielerin
- 1999, 20. Juli, Merle Weidt, Volleyballspielerin

### Ab 2001
- 2002, 7. Februar, Tim Breithaupt, Fußballspieler
- 2003, 7. Januar, Davino Knappe, Fußballspieler
- 2003, 1. März, Felix Allgaier, Fußballspieler
- 2004, 11. August, Umut Tohumcu, deutsch-türkischer Fußballspieler
- 2004, 25. September, Marco Wörner, Fußballspieler

## Weitere Persönlichkeiten
- Hans Jakob Christoffel von Grimmelshausen (1622–1676), der Dichter des Abenteuerlichen Simplicissimus, als Regimentsschreiber des Regiments Schauenburg 1638–49 in Offenburg tätig
- Franz-Ludwig Mersy (1785–1843), katholischer Priester und Theologe; liberaler Kirchenreformer („Offenburger Schrift“, 1832)
- Maximilian Werner (1815–1875), badischer Politiker; überzeugter Demokrat, gehörte zu den Wegbereitern der Revolution in Baden; als Rechtsanwalt in Offenburg tätig
- Carl Frowin Mayer (1827–1919), Bürgermeister, Kreissekretär, Heimatforscher und Sammler; leitete das Museum für Natur- und Völkerkunde (heute: Museum im Ritterhaus) in Offenburg
- Julius Grimm (1842–1906), in Offenburg niedergelassener Fotograf und Astronom
- Franz Joseph Simmler (1846–1926), Maler, Bildhauer und Altarbauer, betrieb seine Werkstatt in Offenburg, die später von den Gebrüdern Moroder übernommen wurde
- Oskar Muser (1850–1935), Jurist und Politiker; Mitglied der Badischen Nationalversammlung sowie der Badischen Ständeversammlung
- Reinhold Fritzsche (1851–1929), Politiker (SPD); zweiter Sozialdemokrat im Offenburger Stadtrat (1903–12)
- Lothar von Seebach (1853–1930), Kunstmaler (Monografie und Werkverzeichnis von Brigitte Wilke 2003; „Der oberrheinische Impressionist“)
- Fidelius Henselmann (1857–1931), Maler; seit etwa 1880 in Offenburg als Kirchen- und Kunstmaler tätig
- Fritz Hermann (1859–1943), badischer Verwaltungsbeamter; 1893–1903 Bürgermeister von Offenburg, seit 1903 Oberbürgermeister, Ehrenbürger (1928)
- Josef Holler (1881–1959), Jurist; 1921–34 Oberbürgermeister von Offenburg, Ehrenbürger (1951)
- André François-Poncet (1887–1978), Botschafter Frankreichs im Deutschen Reich (1931–1938) und Hoher Kommissar in Deutschland (1949–1955); besuchte zeitweise die Schule in Offenburg
- Alfred Broß (1897–1969), Eisenbahnbeamter und Politiker (BCSV, CDU); 1947–52 Mitglied des Badischen Landtages
- Franz Burda (1903–1986), Verleger und Begründer des Burda-Verlages
- Otto Kumm (1909–2004), SS-Brigadeführer und Kriegsverbrecher; nach dem Krieg als Schriftsetzer und technischer Leiter bei einem örtlichen Verlag tätig
- Elimar Precht (1912–1969), SS-Hauptsturmführer und Lagerzahnarzt in Konzentrationslagern; nach Kriegsende Schulzahnarzt in Offenburg
- Horst Borkowski (1921–2012), baptistischer Geistlicher und Gründer der Missionarischen Aktionen in Südamerika (MASA); verbrachte seinen Lebensabend in Offenburg
- Christa Reetz (1922–2009), Umweltschützerin und Politikerin von Bündnis 90/Die Grünen; 1980 erste „grüne“ Abgeordnete im Offenburger Gemeinderat
- Walter Pfeiffer (1927–2014), Fußballspieler (u. a. Offenburger FV), Stadtrat und Offenburger „Hexenmeister“.
- Eva Mendelsson (* 1931), Zeitzeugin der Judenverfolgung im Nationalsozialismus
- Frieder Burda (1936–2019), Kunstsammler; Sohn von Franz und Aenne Burda, wuchs in Offenburg auf
- Harald B. Schäfer (1938–2013), Politiker der SPD; lebte zuletzt in Offenburg
- Hubert Burda (* 1940), Kunsthistoriker und Verleger, Eigentümer der Hubert Burda Media; Ehrenbürger von Offenburg
- Frumentia Maier (* 1940), katholische Ordensschwester, Sozialpädagogin und Psychologin; Gründerin und Leiterin der Offenburger Mutter-Kind-Einrichtung „Haus des Lebens“
- Wolfgang Schäuble (1942–2023), Politiker (CDU), MdB für den Wahlkreis Offenburg von 1972 bis 2023, Präsident des Deutschen Bundestages während der 19. Legislaturperiode
- Johnny Hallyday (1943–2017), französischer Sänger, Songwriter und Schauspieler; diente 1964–65 beim 43. Marineinfanterie-Regiment, einer damals in Offenburg stationierten Einheit der  französischen Armee
- Jürgen E. Schrempp (* 1944), bis Ende 2005 Vorstandsvorsitzender von DaimlerChrysler; studierte an der Ingenieurschule in Offenburg
- Dietrich Schuchardt (* 1945), moderner Maler, der dem Surrealismus zugerechnet wird
- Edith Schreiner (* 1957), Kommunalpolitikerin; von 2002 bis 2018 Oberbürgermeisterin der Stadt Offenburg
- Marion Kiechle (* 1960), Ordinaria für Gynäkologie an der Technischen Universität München und ehemalige bayerische Staatsministerin für Wissenschaft und Kunst im ersten Kabinett Söder; wuchs in Offenburg auf und besuchte bis zur Reifeprüfung das dortige Mädchengymnasium Kloster Unserer Lieben Frau
- Torsten Haß (* 1970), Bibliothekar, Schriftsteller und zeitweise Mitarbeiter des Offenburger Tageblattes
- Markus Kapp (* 1972), Kabarettist, Musiker, Texter und Komponist; wuchs in Offenburg auf
- Christina Obergföll (* 1981), Speerwerferin, Weltmeisterin und mehrfache deutsche Meisterin; startet für die LG Offenburg
- Bob Blume (* 1982), Lehrer, Autor, Blogger und Bildungsinfluencer; lebt in Offenburg
- Tufan Kelleci (* 1993), Fußballspieler; wuchs in Offenburg auf
- Johannes Vetter (* 1993), Speerwerfer, Weltmeister 2017; startet für die LG Offenburg
- Mike Singer (* 2000), Popsänger und Songwriter; wuchs in Offenburg auf